# 费宗·吉齐基斯
费宗·吉齐基斯（羅馬化：Phaídon Gizíkis；1917年–1999年），希腊政治人物，1973年-1974年间担任希腊总统。

## 生平
1917年6月16日生于希腊中部城市沃洛斯。早年为军队指挥官。乔治·帕帕多普洛斯下台后，担任临时总统。1999年7月27日，逝世于雅典NIMΙTS军事医院。
| 前任： 乔治·帕帕多普洛斯 | 希腊总统 1973-1974 | 繼任： 米海尔·斯塔西诺普洛斯 |